# گورآب (سوسن)
گورآب (ایذه)، روستایی از توابع بخش سوسن شهرستان ایذه در استان خوزستان ایران است.

## جمعیت
این روستا در دهستان سوسن غربی قرار دارد و براساس سرشماری مرکز آمار ایران در سال ۱۳۸۵، جمعیت آن ۴۱۴ نفر (۶۳خانوار) بوده‌است.